# Rede Secundária de Estradas de Espanha
A rede secundária de estradas de Espanha está formada por um conjunto de estradas de titularidade autonómica (dependentes de uma comunidade autónoma), provincial (dependentes das disputas provinciais) e municípios (dependentes de uma região).
O código de cores, normalizado, de estradas secundárias são as seguintes:
- Estradas de primeiro nível: de laranja, com a letra ou letras que identificam a comunidade autonómica que pertence, e a um código numérico que podem ser de 2 ou 3 dígitos identificados por ordem de cada estrada que corresponde o local que ocupa na restante rede principal. Pelo que em geralsão mais largas e às vezes podem estar desdobradas como vias rápidas. São da competência das comunidades autonómicas. O identificador seria:   X-??    X-???

- Estradas de segundo nível: de verde ou castanho, podem levar a letra ou letras que identificam a que comunidade autonómica pertencem ou a que província que pertencem, e um código numérico que podem ser de 2 ou 3 dígitos identificados por ordem da estrada que corresponde ao lugar que ocupa na restante rede principal. Podem ser em cada lanço entre outras zonas com estradas de primeiro nível e com estradas da rede estatal. Não podem ser muito largas e o trânsito pode ser um pouco elevado. Estas podem ser tanto da competência das comunidades autonómicas como das disputas provinciais. O identificador seria:   X-???    X-???

- Estradas de terceiro nível: de amarelo, podem levar uma letra ou letras que identificam a comunidade autonómica, a província, o município ou a autoridade local que pertencem, e um código numérico de 2 ou mais dígitos identificando por ordem da estrada que corresponde com o lugar que ocupa na restante rede principal. São estradas curtas que ligam localidades ao redor, urbanizações separadas ao redor de uma cidade ou população, etc. Muitas delas dependem das regiões pelo que também pelas disputas provinciais ou outras instituição local. O identificador seria:   X-???

Cada Comunidade organiza as suas redes de estradas segundo o seu próprio critério, que está fixado nas suas respectivas Leis de Estradas.

## Rede Secundária de Estradas segundo Comunidade Autonómica

### Andaluzía
A rede de estradas Andaluzía está constituida por estradas que distribuiem-se integralmente no território andaluz, não estão integradas na Rede de Estradas do Estado e se encontram incluidas no Catálogo de Estradas de Andalucía.
A Rede de Estradas de Andalucía está formada pelas seguintes categorias:
- A Rede Autonómica, que se designa pela Rede Básica, a Rede Intercomárquico e pela Rede Complementar.

- A Rede Provincial, é composta pela Rede Comárquico e pela Rede Local.

Declara-se como Rede de Especial Interese para a Comunidade Autonómica ao conjunto de estradas que estão compreendidas dentro da Rede Autonómica.
Declara-se como Rede de Especial Interese Provincial ao conjunto de estradas que estão compreendidas dentro da Rede Provincial, nos âmbitos terrtoriais de cada província.

### Aragão
As estradas de Aragão se integram em uma das seguintes redes:
- Rede Autonómica de Aragão:

1. A Rede Básica, composta por estradas incluidas nos itinerários que distribuem pelo território aragonês e liga com a rede rodoviária de titularidade estatal, com as comunidades autonómicas limitrofres ou com a França.
2. A Rede Comárquico, integrada por estradas que distribuem uma ou várias comercas e por aquelas que unem os núcleos de importância da comarca com a Rede Básica ou com as suas zonas de influência.
3. A Rede Local, que compreende com o resto das estradas autonómicas que são acessórios a dos anteriores itinerários e do acesso das áreas naturais ou de interese turístico, as demais outras que podem ser alternativas da Rede Comárquico.

- As Redes Provinciais, integradas pelas estradas são detidas pela titulaidade das respectivas Disputas Provinciais de Aragão.

- As Redes Municipais, integradas por estradas são detidas pela titularidade dos municípios de Aragão.

### Asturias
As estradas compreendidas na Rede de Estradas do Principado das Asturias se classificaram segundo as seguintes Redes.
- Rede Regional: Aquelas estradas cujos itinerários desempenham uma boa função de articulação territorialmais relevante, os bons lançes nos arredores das comarcas entre si ou com os principais pontos límitrofres do território do Principado das Asturias, a boa suporte uma elevada itensidade de trânsito.
- Rede Comarcal: As estradas cujos itinerários curzam-se entre si os distintos núcelos nos arredores das comercas, bem directamente ou através das estradas regionais estatais, as boas comunicações com os pontos límitrofres do território do Principado das Asturias de importância secundária, o suporte de intensidade de trânsito moderada.
- Rede Local: As estradas do Principado de Asturias não compreendidas nas categorias anteriores. Estas estradas se dividem em locais de primeira ordem e de segunda ordem em função das suas características físicas e de âmbito do serviço prestado, já será supra-municipal, respectivamente.

Além de mais existe uma Rede Municipal, formada pelas estradas de titularidade dos ajuntamento e o critério geral para a sua classificação será a seguinte:
1. Estradas Municipais de Primeiro Nível: Equiparadas com a Rede Local de Primeira Ordem, aquelas cujo pavimento tenha uma largura igual ou superior a seis metros ou que confore um itinerário importante, enquanto o tráfego suportado e a acessibilidade do território, e em continuidade com o resto da rede municipal, autónoma e estatal.
2. Estradas Municipais de Segundo Nível: Equiparadas com a Rede Local de Segundo Ordem, as que, indepenentemente a sua largura de pavimento, complementem as de Primeiro Nível, pelo no conforme um itinerário de sustenta continuidade com o resto da Rede Municipal, Autónoma e Estatal.
3. Estradas Municipais de Terceiro Nível: As restantes estradas de titularidade municipal.

### Canárias
As estradas das Catánias se classificam em:
- Regionais insulares,
- Municipais,

segunda a correspondência da sua titularidade da Comunidade Autónoma, e os Cabildos Insulares e dos Ajuntamentos respectivos.
Se definem como estradas de interese regional aquelas que cumpram na sua totalidade ou em troços determinados a menos de um dos seguintes requisitos:
1. Entenda como via de ciruclação de uma ilha.
2. Aquelas de longa distância que unem pontos distantes da via de ciruclação e comunicação, além de, com importantes núcelos de população ou actividade económica, todo o elo proprocionalmente à superficie e população de cada ilha.
3. As que comuniquem com a capital da ilha ou das vias descritas em pontos a) e b) com portos e aeroporto de interese geral.
4. As que comuniquem com a capital da ilha ou das vias descritas em pontos a) e b) com centros de especial interese pela sua actividade.